# Lista de episódios de Disenchantment
Disenchantment (Desencantamento (português europeu) ou Desencanto (português brasileiro)) é uma série de desenho animado adulta estadunidense criada por Matt Groening, que criou anteriormente The Simpsons e Futurama para a 20th Century Fox Television. Disenchantment, sendo animado, apresenta uma infinidade de personagens, incluindo Bean, Elfo e Luci. Consistindo em três temporadas divididas em cinco partes, a primeira parte foi lançada a 17 de agosto de 2018 e a segunda foi lançada a 20 de setembro de 2019, com 10 episódios cada. Uma terceira parte de 10 episódios, a primeira da segunda temporada, foi lançada a 15 de janeiro de 2021. Uma quarta parte, a segunda e última da segunda temporada, foi lançada a 9 de fevereiro de 2022.
A quinta e última parte de 10 episódios foi lançada a 1 de setembro de 2023.

## Resumo
| Parte | Parte | Temporada | Episódios | Episódios | Originalmente exibido  |
| ----- | ----- | --------- | --------- | --------- | ---------------------- |
|       | 1     | 1         | 10        | 10        | 17 de agosto de 2018   |
|       | 2     | 1         | 10        | 10        | 20 de setembro de 2019 |
|       | 3     | 2         | 10        | 10        | 15 de janeiro de 2021  |
|       | 4     | 2         | 10        | 10        | 9 de fevereiro de 2022 |
|       | 5     | 3         | 10        | 10        | 1 de setembro de 2023  |

## Episódios

### Parte 1 (2018)
| # | ## | Título em Portugal Título no Brasil Título original | Dirigido por      | Escrito por                    | Lançamento           |
| --- | -- | --- | ----------------- | ------------------------------ | -------------------- |
| 1 | 1  | "Uma princesa, um elfo e um demónio entram num bar" "Uma Princesa, um Elfo e um Diabo Entram num Bar" "A Princess, an Elf, and a Demon Walk Into a Bar" | Dwayne Carey-Hill | Matt Groening e Josh Weinstein | 17 de agosto de 2018 |
| A princesa Bean já se sente deprimida no dia do seu casamento, quando surge uma figura misteriosa que diz ser o seu demónio pessoal. Elfo odeia o seu reino feliz.         |    | |                   |                                |                      |
| 2 | 2  | "Por quem roncam os porcos" "Por Quem o Porco Grunhe" "For Whom the Pig Oinks"                                                                          | Frank Marino      | David X. Cohen                 | 17 de agosto de 2023 |
| Como livrar-se de um noivo indesejado? O plano de Bean inclui uma barcaça de festa e sereias. O rei Zøg tenta usar o sangue do Elfo para criar uma poção de imortalidade.  |    | |                   |                                |                      |
| 3 | 3  | "A princesa das trevas" "A Princesa da Escuridão" "The Princess of Darkness"                                                                            | Wes Archer        | Rich Fulcher                   | 17 de agosto de 2018 |
| Sorcerio declara que as bebedeiras de Bean se devem a uma possessão demoníaca e a situação fica negra para Luci quando o rei contrata um exorcista arrepiante.             |    | |                   |                                |                      |
| 4 | 4  | "Massacre na festa do castelo" "Festa no Castelo (com Massacre)" "Castle Party Massacre"                                                                | David D. Au       | Jeff Rowe                      | 17 de agosto de 2018 |
| Com o rei em viagem, Bean organiza uma festa louca. Odval e Sorcerio reúnem a sociedade secreta para um ritual, mas durante a noite dá-se uma reviravolta surpreendente.   |    | |                   |                                |                      |
| 5 | 5  | "Rápido, princesa! Mata!" "Vai, Princesa! Mata! Mata!" "Faster, Princess! Kill! Kill!"                                                                  | Ira Sherak        | Reid Harrison                  | 17 de agosto de 2018 |
| Banida do castelo por Zøg, Bean tenta arranjar trabalho, mas tem dificuldade em manter um emprego. Elfo encontra dois estranhos irmãos que vivem numa casa feita de doces. |    | |                   |                                |                      |
| 6 | 6  | "Pântano e circunstância" "Swamp and Circumstance" | Albert Calleros   | Eric Horsted                   | 17 de agosto de 2018 |
| Bean tenta a carreira diplomática depois de Zøg a nomear embaixadora em Dankmire, o reino de Oona e um importante aliado de Dreamland.                                     |    | |                   |                                |                      |
| 7 | 7  | "A doce fúria do amor" "Problemas do Coração" "Love's Tender Rampage"                                                                                   | Peter Avanzino    | Jeny Batten e M. Dickson       | 17 de agosto de 2018 |
| Elfo tenta esconder o que sente por Bean, mas as coisas complicam-se quando ela tenta ajudá-lo enviando os cavaleiros numa demanda.                                        |    | |                   |                                |                      |
| 8 | 8  | "Os limites da imortalidade" "The Limits of Immortality"                                                                                                | Brian Sheesley    | Patric Verrone                 | 17 de agosto de 2018 |
| O Elfo foi raptado! Bean, Luci, Sorcerio e os cavaleiros procuram por ele e por um pendente necessário para completar a poção da imortalidade.                             |    | |                   |                                |                      |
| 9 | 9  | "Sê fiel-fo a ti mesmo" "Ao Vosso Elfo Sejais Verdadeiro" "To Thine Own Elf Be True"                                                                    | Frank Marino      | Shion Takeuchi                 | 17 de agosto de 2018 |
| Ao descobrir um segredo surpreendente acerca de si mesmo, Elfo regressa ao seu reino em Elfwood em busca da verdade.                                                       |    | |                   |                                |                      |
| 10 | 10 | "A queda de Dreamland" "Ataque à Terra dos Sonhos" "Dreamland Falls"                                                                                    | Wes Archer        | Bill Oakley                    | 17 de agosto de 2018 |
| Os habitantes de Dreamland celebram um regresso inesperado e despedem-se de um amigo, sem saber que as suas vidas vão mergulhar no caos.                                   |    | |                   |                                |                      |

### Parte 2 (2019)
| # | ## | Título em Portugal Título no Brasil Título original                                                  | Dirigido por             | Escrito por                     | Lançamento             | Cod. de produção |
| --- | -- | --- | ------------------------ | ------------------------------- | ---------------------- | ---------------- |
| 11 | 1  | "A desencantadora" "A (Des)encantadora" "The Disenchantress"                                         | Albert Calleros          | Shion Takeuchi                  | 20 de setembro de 2019 |                  |
| Bean viaja com Dagmar até Maru, onde salva um velho amigo e fica a saber de uma profecia misteriosa que, aparentemente, ela deverá cumprir.                                |    | |                          |                                 |                        |                  |
| 12 | 2  | "Escadaria para o Inferno" "Stairway to Hell"                                                        | Dwayne Carey-Hill        | David X. Cohen                  | 20 de setembro de 2019 |                  |
| Bean e Luci engendram um plano para salvar Elfo, que terá de se encontrar com eles no inferno, se conseguir lá chegar. Zøg descobre um amigo em Dreamland.                 |    | |                          |                                 |                        |                  |
| 13 | 3  | "É mesmo a coisa" "Aquela Coisa" "The Very Thing"                                                    | Frank Marino             | Andrew Burrell                  | 20 de setembro de 2019 |                  |
| Bean e os amigos regressam a Dreamland, mas não são muito bem recebidos por Zøg. Oona inspira um bando de piratas que a salvou no mar.                                     |    | |                          |                                 |                        |                  |
| 14 | 4  | "Coração solitário é coração caçador" "O Coração Solitário é Caçador" "The Lonely Heart Is a Hunter" | David D. Au              | Ben Ward                        | 20 de setembro de 2019 |                  |
| Bean sonha com a mãe e descobre símbolos maruvianos místicos espalhados pelo castelo. Zøg apaixona-se por uma mulher invulgar que encontra na Floresta Encantada.          |    | |                          |                                 |                        |                  |
| 15 | 5  | "Os nossos corpos, os nossos elfos" "Nossos Corpos, Nossos Elfos" "Our Bodies, Our Elves"            | Wes Archer               | Adam Briggs e Andrew Burrell    | 20 de setembro de 2019 |                  |
| Devido a uma crise de saúde na Viela dos Elfos, Bean e Elfo fazem uma viagem perigosa em busca de uma cura, enquanto Luci engana elfos doentes na sua nova clínica.        |    | |                          |                                 |                        |                  |
| 16 | 6  | "Um golpe em Dreamland" "Missão Terra dos Sonhos" "The Dreamland Job"                                | Ira Sherak               | Jeny Batten e M. Dickson        | 20 de setembro de 2019 |                  |
| Bean descobre que os elfos estão a passar fome, por causa dos impostos excessivos de Zøg, e planeia um assalto com um circo itinerante para recuperar o dinheiro deles.    |    | |                          |                                 |                        |                  |
| 17 | 7  | "O abraço viscoso do amor" "O Abraço Gosmento do Amor" "Love's Slimy Embrace"                        | David D. Au e Ira Sherak | Eric Horsted                    | 20 de setembro de 2019 |                  |
| Derek sente-se triste com a ausência da mãe e com o facto de Bean não gostar dele, por isso, faz amizade com uma criatura marítima. Zøg tenta apanhar uma doença de ricos. |    | |                          |                                 |                        |                  |
| 18 | 8  | "Palavras dela" "Desigualdade de Direitos" "In Her Own Write"                                        | Ira Sherak               | Bill Oakley                     | 20 de setembro de 2019 |                  |
| Zøg recusa-se a encarar o que sente face à traição de Dagmar. Bean escreve para lidar com a dor, mas encontra alguns obstáculos quando tenta partilhar a sua obra.         |    | |                          |                                 |                        |                  |
| 19 | 9  | "A princesa elétrica" "The Electric Princess"                                                        | Edmund Fong              | Jamie Angell                    | 20 de setembro de 2019 |                  |
| Um homem das ciências aparece em Dreamland, mas todos desconfiam dele. Bean ajuda-o a fugir e viaja com ele para uma cidade cheia de maravilhas tecnológicas.              |    | |                          |                                 |                        |                  |
| 20 | 10 | "A queda de Tiabeanie" "A Princesa Acusada" "Tiabeanie Falls"                                        | Peter Avanzino           | Patric Verrone e Josh Weinstein | 20 de setembro de 2019 |                  |
| O rei Zøg está incapacitado e Odval faz a sua grande jogada com uma aliada de peso. Luci e Elfo tentam ajudar Bean.                                                        |    | |                          |                                 |                        |                  |

### Parte 3 (2021)
| # | ## | Título em Portugal Título no Brasil Título original                 | Dirigido por                        | Escrito por                       | Lançamento            | Cod. de produção |
| --- | -- | ------------------------------------------------------------------- | ----------------------------------- | --------------------------------- | --------------------- | ---------------- |
| 21 | 1  | "Saudades subterrâneas" "Subterranean Homesick Blues"               | Brian Sheesley                      | Ken Keeler e Patric M. Verrone    | 15 de janeiro de 2021 |                  |
| Bean, Elfo e Luci ficam presos num mundo subterrâneo cheio de pequenas criaturas sinistras... e com a rainha Dagmar. Zøg tenta travar uma conspiração contra si.           |    |                                                                     |                                     |                                   |                       |                  |
| 22 | 2  | "Tu é que és a Bean" "Você é a Bean" "You're the Bean"              | Edmund Fong                         | Jameel Saleem                     | 15 de janeiro de 2021 |                  |
| Enquanto Zøg tenta escapar de uma situação aterradora, Derek descobre um livro que insinua que a sua família está amaldiçoada. Bean traça um plano para fugir de Trogtown. |    |                                                                     |                                     |                                   |                       |                  |
| 23 | 3  | "Trás a arma, Beanie!" "Pegue a Arma!" "Beanie Get Your Gun"        | Ira Sherak                          | Liz Suggs                         | 15 de janeiro de 2021 |                  |
| Zøg age de forma estranha, e Bean investiga para descobrir o motivo. Entretanto, o desanimado Derek descobre um surpreendente grupo de mentoras na Floresta Encantada.     |    |                                                                     |                                     |                                   |                       |                  |
| 24 | 4  | "Desvendar Steamland" "Terra das Máquinas" "Steamland Confidential" | Crystal Chesney-Thompson e Ed Tadem | Bill Odenkirk                     | 15 de janeiro de 2021 |                  |
| Depois de viajar para Steamland, Elfo encanta os membros de um requintado clube de exploradores enquanto Bean se infiltra numa fábrica à procura da Arquidruida.           |    |                                                                     |                                     |                                   |                       |                  |
| 25 | 5  | "O espetáculo!" "O Sequestro" "Freak Out!"                          | Raymie Muzquiz                      | Josh Weinstein                    | 15 de janeiro de 2021 |                  |
| Bean foge quando descobre mais sobre as intenções de Alva. Enquanto os robôs com cabeça de lâmpada deste a perseguem por Steamland, ela tenta encontrar Elfo.              |    |                                                                     |                                     |                                   |                       |                  |
| 26 | 6  | "O último mergulho" "Uma Sereia em Minha Vida" "Last Splash"        | Lauren MacMullan e Jeff Myers       | Deanna MacLellan e Michael Saikin | 15 de janeiro de 2021 |                  |
| Na sua viagem de regresso a Dreamland, num barco a vapor, o destroçado Elfo acaba por se envolver numa relação pouco comum, enquanto Bean se aproxima da sereia Mora.      |    |                                                                     |                                     |                                   |                       |                  |
| 27 | 7  | "A cerimónia" "A Cerimônia" "Bad Moon Rising"                       | Dwayne Carey-Hill                   | Liz Elverenli                     | 15 de janeiro de 2021 |                  |
| Bean ouve Odval e o conselho a conspirarem contra Zøg, por isso decide unir forças com Oona para sabotar o plano deles enquanto Elfo e Luci formam um exército.            |    |                                                                     |                                     |                                   |                       |                  |
| 28 | 8  | "Angariação de fundos" "Em Busca de Fundos" "Hey, Pig Spender"      | Brian Sheesley                      | Abe Groening                      | 15 de janeiro de 2021 |                  |
| Depois de tentar ajudar o príncipe Merkimer a quebrar a maldição que o transformou num porco, Bean pede recursos aos pais dele para travar a ameaça de Steamland.          |    |                                                                     |                                     |                                   |                       |                  |
| 29 | 9  | "A loucura do rei Zøg" "A Loucura do Rei" "The Madness of King Zøg" | Edmund Fong                         | Patric M. Verrone                 | 15 de janeiro de 2021 |                  |
| Enquanto uma misteriosa nuvem de fumo verde se aproxima de Dreamland e Zøg fica mais instável do que nunca, Bean descobre uma forma única de comunicar com ele.            |    |                                                                     |                                     |                                   |                       |                  |
| 30 | 10 | "A queda de Bean" "A Descida de Bean" "Bean Falls Down"             | Ira Sherak                          | Jameel Saleem                     | 15 de janeiro de 2021 |                  |
| O dia de Bean não corre às mil maravilhas! Primeiro, chega um velho inimigo arrependido. De seguida, ogres maldosos invadem o reino e recusam-se a abandoná-lo sem Elfo.   |    |                                                                     |                                     |                                   |                       |                  |

### Parte 4 (2022)
| # | ## | Título em Portugal Título no Brasil Título original                                                                                          | Dirigido por                        | Escrito por                                                 | Lançamento             |
| --- | -- | --- | ----------------------------------- | ----------------------------------------------------------- | ---------------------- |
| 31 | 1  | "O amor é um inferno" "Love Is Hell" | Crystal Chesney-Thompson e Ed Tadem | Bill Odenkirk                                               | 9 de fevereiro de 2022 |
| No Inferno, Bean resiste às tentativas de Dagmar para a obrigar a casar com Satanás. Entretanto, Luci planeia fugir do Céu e Elfo tenta escapar das garras dos ogres. |    | |                                     |                                                             |                        |
| 32 | 2  | "O bom, o mau e o tu-tu" "O Bom, o Ruim e o Bumbum" "The Good, The Bad, and the Bum-Bum"                                                     | Raymie Muzquiz                      | Jamie Angell                                                | 9 de fevereiro de 2022 |
| Bean, Jerry e Luci recrutam uma aeronave de Alva. Ainda refém dos ogres, Elfo descobre uma história familiar que ele desconhecia.                                     |    | |                                     |                                                             |                        |
| 33 | 3  | "O gabinete do Dr. Chazzzzz" "The Cabinet of Dr. Chazzzzz"                                                                                   | Jeff Myers                          | Liz Suggs                                                   | 9 de fevereiro de 2022 |
| Zøg é institucionalizado com Chazzzzz, enquanto Vip e Vap embarcam num salvamento épico. Bean não é recebida em Dreamland da forma que esperava.                      |    | |                                     |                                                             |                        |
| 34 | 4  | "Bandido, querido bandido" "Capanga, Baby" "Goon Baby Goon"                                                                                  | Brian Sheesley                      | Patric M. Verrone                                           | 9 de fevereiro de 2022 |
| Bean e os amigos reencontram-se com Zøg e descobrem que Becky e Cloyd tomaram posse de Dreamland, onde secretamente transformaram os cidadãos em bandidos.            |    | |                                     |                                                             |                        |
| 35 | 5  | "O som de pequenos pés" "Barulho de Pezinhos" "The Pitter-Patter of Little Feet"                                                             | Edmund Fong                         | Bill Odenkirk e Josh Weinstein                              | 9 de fevereiro de 2022 |
| Depois de Sorcerio dar vida a Sardento, o boneco de madeira começa a sabotar Zøg com um roast de comédia e com a aliança que forma com Becky e Cloyd.                 |    | |                                     |                                                             |                        |
| 36 | 6  | "O que esperar quando temos parasitas" "O Que Esperar Quando Você Está Esperando Parasitas" "What to Expect When You're Expecting Parasites" | Ira Sherak                          | Jameel Saleem                                               | 9 de fevereiro de 2022 |
| Zøg, Bean e os amigos mergulham no oceano, onde encontram um castelo submerso habitado por Trøgs marinhos que guardam um tesouro ligado aos elfos.                    |    | |                                     |                                                             |                        |
| 37 | 7  | "Os trovões da Bean" "A Insustentável Leveza de Bean" "The Unbearable Lightning of Bean"                                                     | Peter Avanzino                      | Adam Briggs                                                 | 9 de fevereiro de 2022 |
| O solitário Zøg corre a floresta à procura do seu verdadeiro amor, Ursula, a ursa, que tem um segredo. Elfo, Luci e Bean encontram o local de uma batalha antiga.     |    | |                                     |                                                             |                        |
| 38 | 8  | "Espião contra espião contra espião" "Espião Versus Espião Versus Espião" "Spy vs. Spy vs. Spy"                                              | Crystal Chesney-Thompson e Ed Tadem | Jamie Angell e Patric M. Verrone                            | 9 de fevereiro de 2022 |
| Depois de ser incumbido de espiar os elfos, Elfo é capturado e obrigado a espiar os Trøgs, que conseguem perceber o disfarce dele e o levam a espiar os humanos.      |    | |                                     |                                                             |                        |
| 39 | 9  | "O combate de sonhos" "Garota Gosmenta" "The Goo-Bye Girl"                                                                                   | Jeff Myers                          | Abe Groening, Bill Odenkirk e Michael Saikin                | 9 de fevereiro de 2022 |
| Sardento manipula Derek e o Rapaz Urso para confrontarem alguns rufias. O segredo da Nhanha é descoberto, mas quem será que a vai beber e tornar-se o salvador?       |    | |                                     |                                                             |                        |
| 40 | 10 | "A queda emocional de Bean" "A Derrocada de Bean" "Bean Falls Apart"                                                                         | Edmund Fong                         | Rich Fulcher, Jameel Saleem, Matt Groening e Josh Weinstein | 9 de fevereiro de 2022 |
| Nos seus sonhos, Bean confronta a sua "Bean Má" interior, mas a sua versão má esconde um plano sinistro. Derek, Rapaz Urso e Sardento são capturados.                 |    | |                                     |                                                             |                        |

### Parte 5 (2023)
| #  | ## | Título em Portugal Título no Brasil Título original                                            | Dirigido por             | Escrito por       | Lançamento            |
| -- | -- | ---------------------------------------------------------------------------------------------- | ------------------------ | ----------------- | --------------------- |
| 41 | 1  | "Cara ou coroa" "Heads or Tails"                                                               | Peter Avanzino           | Jean Ansolabehere | 1 de setembro de 2023 |
| 42 | 2  | "Peixe fora de água" "Fish Out of Water"                                                       | Crystal Chesney-Thompson | Bill Odenkirk     | 1 de setembro de 2023 |
| 43 | 3  | "Electric Ladyland" "Electric Ladyland"                                                        | Jeff Myers               | Josh Weinstein    | 1 de setembro de 2023 |
| 44 | 4  | "Ouço-te a bater com a tola, mas não podes entrar" "I Hear Your Noggin, But You Can't Come In" | Ira Sherak               | Jamie Angell      | 1 de setembro de 2023 |
| 45 | 5  | "Quem matou o Elfo?" "Who Shot Elfo?"                                                          | Dwayne Carey-Hill        | Michael Saikin    | 1 de setembro de 2023 |
| 46 | 6  | "A stiência de raios caseiros" "The Stience of Homemade Lightning"                             | Andrew Han               | Joanne Lee        | 1 de setembro de 2023 |
| 47 | 7  | "Dá-me, dá-me um tratamento de choque" "Gimme Gimme Shock Treatment"                           | Crystal Chesney-Thompson | Jameel Saleem     | 1 de setembro de 2023 |
| 48 | 8  | "A batalha da queda de água" "The Battle of Falling Water"                                     | Jeff Myers               | Josh Weinstein    | 1 de setembro de 2023 |
| 49 | 9  | "Cai a noite" "Darkness Falls"                                                                 | Ira Sherak               | Josh Weinstein    | 1 de setembro de 2023 |
| 50 | 10 | "Adeus, Bean" "Goodbye Bean"                                                                   | Dwayne Carey-Hill        | Matt Groening     | 1 de setembro de 2023 |